# 俞承豪
俞承豪（韓語：유승호，1993年8月17日—），韓國男演員。2002年9歲時因主演電影《有你真好》而成為國民童星，小學期間即涉足廣告、MV、獨幕劇、兒童劇、電視劇、電影等領域，他沒有唸演藝學校，初高中就讀一般學校期間也繁忙來往於電視劇與電影現場，2013年3月安靜入伍，退伍以後持續不分類型角色拓寬演技範圍，確立了演員道路。俞承豪以害羞、善良、有禮貌聞名，並以自律且踏實的風格，超越年齡和性別長期受到業內肯定與大眾喜愛。

## 演藝經歷
1998–2005年︰出道—小學
俞承豪1998年拍攝平面，1999年拍攝KT廣告，2000年在暢銷小說改編的MBC短篇電視劇《刺魚》中飾演白血病患者，當時飾演爸爸的男演員鄭普碩以滑板車引誘，把不想拍戲的孩子帶到家裡玩培養了感情順利拍完此劇。俞承豪曾回憶到拍《刺魚》時因為是冬天非常冷，他飾演的白血病患者需要光頭所以很冷的天在戶外用剃刀剃頭，結果血從頭上流下來，他哭了但是因爲要趕快拍攝所以擦掉後馬上拍了。
2002年，憑《有你真好》成為大鐘賞史上最年輕新人男演員候補，獲得「國民弟弟」稱號，電影片段後來被收錄進小學教科書。當年被問到長大後想成為什麼時曾回答「唉大人們每天都問同樣的問題。」
2004年提到他的夢想是成為警察、消防員或汽車設計師。
2005年，在《致父親母親》中飾演金喜愛患有自閉症的兒子，貼近真實的表演得到現實中障礙家庭的認可與共鳴，為飾演角色他去了自閉症兒童學校，以一名學生爲對象進行研究並把語氣錄下來反覆聆聽練習。
2005年，在《悲傷戀歌》中飾演權相佑的童年，首集因為兒童演員很好的傳達了悲傷和純潔的愛情故事開頭而獲得觀眾熱烈好評。同年俞承豪曾困惑說愛情演技很難不知道為什麼那樣做。
2005年，《魔法戰士米勒迦溫》為2000年代最受歡迎的五大兒童劇之一共175集。
2006–2013年︰初高中—入伍
2006年，《伴我走天涯》首次以狗為主角描繪人狗友誼的家庭電影，導演吳達均在節目上說承豪作為主演能正確掌握中心引導大家，懂得如何在各個合作演員中維持平衡。
2007年，在奇幻史劇《太王四神記》和正統史劇《王與我》中扮演王的少年時期，當時因為《太王四神記》開播延遲，使俞承豪週一二出現在《王與我》週三四出現在《太王四神記》，同時在初期收視率超過20%作品中擔綱的狀況受到矚目，也因他在兩部劇中展現成熟又不同的演技抓住初期的中心引領收視而得到讚賞。《王與我》導演曾執導過300多部歷史劇的巨匠金在亨稱讚童星們是天才，讀完劇本連教他們怎麼做都沒有他們自己設定角色抓住感情演戲，對與演技好的老師們一起演戲感到緊張的承豪表示，他的演技老師是田光烈前輩「從發聲練習開始就詳細教我。」
2007年俞承豪曾回憶以前拍攝現場就像遊樂場，小孩子的他和工作人員們玩得很開心，但是因為要熬夜覺也睡不好很辛苦，每當他抱怨不想拍攝的時候工作人員們或媽媽就會用口香糖或玩具槍賄賂，悄悄地引誘他演戲。
2007年，毫不猶豫地回答記者他要去當兵，高中畢業後馬上就要入伍。
2009年，在《善德女王》中飾演武烈王金春秋，為劇情後半段的關鍵角色，被設定為從小思考就很深，在權力和人際關係中表現出與眾不同洞察力的人物，編劇提及如果『毗曇』是一個善惡共存的角色，那麼『春秋』或許是一個超越善惡的角色。
2010年，在《欲望的火花》中首次挑戰成人演技以17歲之齡消化成人愛情戲，當時也有擔心的聲音，俞承豪在製作發表會上說「你總不能永遠帶著童星的標籤吧？」他希望成為其他童星的榜樣，當然有風險，但他想通過嘗試他們以前從未嘗試過的事情來給其他兒童演員勇氣。 一起合作的前輩李順載表示演員是根據作品塑造形象的人因此不能猶豫挑戰多種角色，從這方面來看俞承豪克服了對新角色的負擔和恐懼挑戰成人演技，以謙虛穩重的態度面對表演是一位值得稱讚的後輩。
2011年，《走出院子的母雞》韓國第一部自製動畫，經7年製作票房改寫韓國動畫歷史，期間配音員之一的俞承豪經歷了變聲期。
2011年，《武士白東修》挑戰反派殺手呂雲，僅憑眼神就能傳達角色悲傷的感情成功擄獲女性觀眾的心。有評論稱兒童演員變身為成人演員的過程並不輕鬆，無數兒童演員無法戰勝這種成長痛消失了，而俞承豪在作品活動期間也並不總是只有稱讚，但是他在不停歇演繹各種作品角色期間觀眾腦海中強烈的童星形象逐漸消失，通過堅持不懈的作品活動與粉絲們溝通自然展現成長過程的方式奏效。
拍攝期間出過交通事故，臉顴骨骨折要配戴保護裝置，在本人強烈意志下事故當天返回拍攝現場被劇組勸退隔天又重返崗位。
該年某兒童演員專門機構室長說俞承豪這個演員對韓國的兒童演員們產生了巨大的影響力，從《有你真好》開始就是國民性的童星，但是自然地擺脫了童星這個標籤，他的年齡甚至成為區分成人演員和兒童演員的標準，當時業內人所說的「17歲之前是童星，17歲之後是成人演員」的標準是由俞承豪創造的。
2011年10月，流傳俞承豪接到幾所大學特例入學提案的傳聞，公司方面表示確實收到幾所大學的特例入學提案但都鄭重拒絕了「現在俞承豪因爲繁忙的日程沒有時間，即使考上大學也不能忠實於學業，而且還會給其他學生帶來傷害，所以放棄了上大學。」
2012年，在《阿娘使道傳》製作發表會上被問到成年相關問題時表示「我不喜歡把我當小孩子看待，這不意味要給予像前輩們一樣的待遇，雖然年紀小但因為是擁有演員這個職業的人，所以希望稍微遵守一下禮儀，因為年紀小而得不到尊重這讓我很生氣。」
2012年，高中畢業當時班導師表示俞承豪在學校沒有什麼招搖的行為，除了外表以外是很平凡的學生，一直持續演藝活動應該是很辛苦的但幾乎沒有缺課，在課堂上從不打瞌睡很誠懇，早上也很早就到學校成績很好。  俞承豪說自己在學校生活中最想嘗試的就是晚自習，他羨慕那個時間能在學校和朋友們一起度過。對於一年四季都拍作品，成長過程暴露在大眾眼前的提問，他說「我也想擁有屬於自己的時間，但是無法挽回…這個職業的特點是，有時你想逃避，但這份工作的本質就是你得到的和失去的一樣多，相反的是可以更愉快地獲得更多的東西，所以我知道在某些部分要一點一點忍着。」
2012年，《想你》中飾演精神病患者姜亨俊，展現高水準的人物消化能力，將角色極大化起到提高全劇投入度的作用，雖然越到後面越是兇惡，但是他能在沒有任何台詞和背景音樂支撐的情況下表現恐怖和空虛，絕望和熱愛等複雜微妙的感情，在觀眾毛骨悚然之餘甚至產生同情心。
2012年底《想你》期間公開了入伍計畫，公司表示一般人大部分在這個年紀入伍，沒什麼不同，2013年3月俞承豪在官方粉絲俱樂部上傳短髮影像與粉絲道別，表明看到文章時他已經入伍，認為這是避免給他和其他一起入伍的士兵帶來麻煩的方法，軍隊生活是他想要的，他現在很開心等。之後在以訓練嚴酷聞名的陸軍27師團擔任助教，也曾被選為特級戰士，退伍當天面對眾多媒體與粉絲迎接淚如雨下，蔚為話題。俞承豪在韓國年齡滿20歲人氣鼎盛年齡尚早時即安靜入伍，迴異於其他名人做法，在服役期間也像一般士兵一樣忠實履行職責無事退伍，整個期間在韓國社會引起廣泛的關注與討論，大眾對他的作為給予肯定，成為國民好感演員。
2015–2022年︰20代確立演員道路
2015年，《想像貓》以貓為題材的電視劇，接演理由是因為喜歡動物想傳達有意義的訊息。 李伊說「在拍攝現場見到俞承豪後我感覺很神奇，可能是因爲他開始這份工作比較早所以對待表演的態度和舉止很獨特，對工作人員也很體貼。」
2015年，《Remember-兒子的戰爭》中飾演振宇父親的田光烈為俞承豪親自推薦邀請。一起合作的南宮珉說承豪是能感受到演技真誠的朋友，雖然天真地跟他打招呼但一進入拍攝眼神就不一樣彩排也不例外，只是年齡小而已是真正的職業選手。金英雄說他自然的表演就好像水在流動一樣。朴星雄更展現對俞承豪的特別喜愛說他是出生以來遇見的男人中最善良的，感覺很透明「連一滴血都很好…所有人都愛承豪」、「他是一個善良有禮貌的青年，演戲演到那種程度處於那種位置的話風可能會吹進去，這種程度也可以理解但是完全沒有那種感覺，比起金錢似乎更追求職業和演員之路。」
2015年，《朝鮮魔術師》拍攝期間前輩朴哲民讚俞承豪是一個態度非常漂亮的演員，他在片場很少坐下，經常和群演站在一起「從在現場的心態、對待工作人員的態度和處理角色的方式來看，俞承豪身上有一種安聖基前輩的感覺，有個人風格，好像因為心態和看待世界的眼光很美很溫暖，堆積在了一起。」
俞承豪說從小父母就經常告誡「你活在世上絕對不能給別人帶來傷害」那句話深深印在他的內心深處，所以即使有人生氣他也會忍着，自己累無所謂但不喜歡別人累。
2016年，《鳳伊 金先達》首次嘗試喜劇，扮女裝、老人、大暴牙等變身，表演的過程中看到工作人員笑後對搞笑逐漸產生慾望。
2016年俞承豪基本只通過作品與大眾見面鮮少接受採訪，不上綜藝沒有SNS，雖然從小就是明星但帶有神祕色彩，退伍後第一次接受媒體聯訪坦率回答各種問題，他沒有藝人朋友，初中時認識的朋友現在還在見面，休息的時候會運動在家睡覺養貓。當被問到從童星到成人也有過的苦惱和難關時他說「當然了沒完沒了，青少年時期學生時期有過的小小不滿，交女朋友、修學旅行、團體活動等都和父母吵架『爲什麼我不行？』，入伍後想了很多。」對俞承豪來說跟父母之間談話永遠不會停止，因爲從小就沒有很多朋友所以和家人一起度過的時間很多，媽媽像朋友一樣。
對從童星時期就被認為是圈內非常害羞的演員屬沉默寡言的類型，但現在似乎有所改變的提問，俞承豪表示之前自己無法與別人說話，但軍隊裡有珍惜的同歲前輩先過來問他有沒有煩惱，他說自己做了助教看到幾千幾百人進出所以有了對人的苦惱，但前輩說你輕易閉嘴不是好事這並非你所重視的禮儀「他說了很多話讓我嘗試一下失誤找中間值…從那以後我付出了很多努力改變態度，雖然現在見到前輩們也沒什麼好說的但是努力多說話。」 對於退伍時說過『想成爲帶來幸福的演員』其中的意義，俞承豪說「演戲不是給某人帶來幸福快樂的事情嘛，這可能會成爲生活的力量，如果我的演技和作品對一個人的人生有幫助還有比這更好的事情嗎？」，「只是希望能成爲舒服的演員，我想平靜地慢慢地走。」
2017年，《君主－假面的主人》渾厚自然的史劇發聲扎實的表演消化了世子的成長與感情變化得到MBC演技大賞男子最優秀演技獎。
2017年第二次接受媒體聯訪，關於當時沒上大學他說他不太喜歡學習，學生時期雖然同時進行演戲但是很累。「我去也是演藝系想去演藝系的人也很多，如果我進去的話就會有一個人進不去那個學校我想這是不是太過分了。」 對於小時候演戲的缺點「感覺和同學越來越疏遠了，因爲經常和長輩們一起工作所以我覺得自己很成熟，但是有人說如果比喻成一張桌子四隻腳，朋友們站得筆直而你卻因爲一隻較短而傾斜，後來才知道從小開始工作肯定有好處但也有很多遺憾。」 被問到什麼時候開始感到要有責任感，俞承豪說在小學的時候有天到拍攝現場遲到被罵『因爲你現場有100個人等著』，因爲他而出現了那種情況讓他很傷心，在車上哭了很多次。
開始演戲的契機與何時明白這份工作的重要性，俞承豪表示他五歲收到童裝目錄的推薦，接著拍廣告拍電視劇拍電影，其實並不想做父母也不開心，當時家裡條件不好而工作總是接二連三進來，被情況牽着鼻子繼續幹活，直到初高中他一直是這種心情「但同時我也覺得不能就此罷休，已經渡過了無法返回的江不能再回到從前了，就這樣逃到軍隊去，對職業和人生想了很多，在軍隊裡我產生了『這條路就是我的路』的想法」，他說那天雨下得很大要舀水，前輩們在看的電視劇男演員正在演戲，當時他產生了我也能做好的想法一整天都悶悶不樂，那時才明白表演職業的重要性。
「對我來說壓力最大的地方是現場，心裡最舒服的地方也是現場 」關於想成爲什麼樣的演員俞承豪說他只是想演戲，沒有想過要享受人氣也沒有想過要出名，因為一部好作品而受歡迎他會很感激但不想因為其他任何事情受歡迎，想做一個踏實做事的人。他說他本來就喜歡一個人做點什麼不管什麼事情一般都會自己去做，總有一天想自己開車去拍攝現場，想隨心所欲地生活。還提到最近的幸福是去幫朋友幹農活，拆包整理莧菜還開着車一起去市場，路上邊聽歌邊聊天這種瑣碎平凡的日子非常珍貴和幸福。記者提問說很早以前就覺得他對平凡生活抱有憧憬，俞承豪說「是的沒錯，因爲那是我從未經歷過的人生。」
2017年，《善德女王》當時的工作人員在網路上留言而成為話題，該員說盛夏在野外拍攝時看到俞承豪一直站在旁邊所以讓他進室內，當時俞承豪回答「大人們在炎熱的天氣裡很辛苦，那麼小的我怎麼能吹著空調坐著呢」，八年過去依然記得是因為當時沒有那樣做的演出者現在也沒有，並不是說應該那樣做但是能這樣想讓他很震驚，說承豪最後還是沒有進去。
2017年，《不是機器人啊》首次挑戰浪慢喜劇，因拍攝經驗開心愉快曾說對愛情劇沒有自信的他表示對這個題材的恐懼小了很多。
俞承豪開始一點一點改變，從端正中學習放鬆「從小開始演戲所以對大人的禮儀和小心的事情在成年後也留在了身體裡，我覺得在遵守禮儀的同時稍微改變一下也可以，俞承豪這個名字好像太遮擋我自己了」、「以前我與真實的自己保持著比現在更大的距離，表現得好像完全不同的人，但當我離開家時我討厭成為一個不同於自己的人，雖然不會一下子改變很多但正在努力慢慢改變」 他也開始培養興趣活動例如接觸賽車「這幾乎成了我的第一個愛好」，他說在車裡的時候心情最舒暢最幸福，從幼兒園開始就喜歡車但是家裡條件不好沒能買迷你玩具車，所以媽媽在他成年站穩腳跟後跟他說抱歉並允許他隨便做關於車的事。
2019年末，有接受幫助的家長在俞承豪的粉絲咖啡館留言感謝，經媒體報導後曝光他長期給兒童醫院資助醫療費的事，相關人表示因為俞承豪本人不願意公開所以沒有公開，經紀公司證實此事只表示他本人對報導曝光感到羞澀。
2020年，《Memorist》電視劇開拍前練習了近身動作並增加體重，但開播初期關於外貌變化出現不同反應，對此他回應因爲是警察角色想要展現穩重感所以努力增重了，表演收穫好評之後他表示增加了對此類型的自信心。 之後有一段時間為了計畫中的工作持續增重15公斤以上，但疫情期間最終該項目未能推出。
2020年，受邀在韓國6.25戰爭70週年紀念儀式上朗讀悼辭『致英雄』。
2021年回答關於29歲的變化，二十多歲以後取得的最大成就，俞承豪說「我開始考慮做我自己」，在拍一部作品的過程中以飾演的角色生活幾個月就會在鏡頭外出現角色的習慣，因爲總是反覆出現他面臨自己變模糊的苦惱，以此爲契機他認真思考了究竟自己是一個什麼樣的人。
2022年，節目曝光俞承豪每次進入作品前都會提出尊重童星的條件，他會在現場分零食給兒童演員們還揹著等待時間過長而辛苦的兒童演員安慰他們，得益於這樣的努力兒童演員們的待遇得到了很大的改善。 平時據合作過的人說俞承豪對合作兒童演員說話絕對不用平語只用敬語。
2023–30代︰變化與挑戰
「30這個數字讓我思考很多，覺得生活並不是只做對我來說好的舒適的事，要經歷新的事物才能展現作爲一個演員不同的面貌，之前沒能經常向大衆公開，因為容易緊張所以避開了，但這好像不是唯一的答案」、「會挑戰沒做過的事情，各種都要試一試。」
2023年，《交易》挑戰綁架朋友的犯罪驚悚劇，劇中俞承豪剃頭抽菸罵髒話成功展現全新樣貌，該劇節奏緊湊演員合作細密帶出驚心動魄的氛圍，初期並帶有一點黑色喜劇味道，受邀參加釜山國際電影節，紅海國際電影節。一起合作的金東輝說「他在現場的態度就與衆不同」，他對現場的所有人都很照顧，不虛僞但也沒有說過任何不滿的話或露出不喜歡的表情，一直真誠對待工作人員，他在演戲的時候也沒有被束縛，對所有人提出的想法都持開放態度「人隨着經歷的積累會產生價值觀，但是因爲他沒有這些所以感到很神奇，如果我有一個漫長的職業生涯，我會像我哥哥那樣去做。」
2024年，出道24年首次挑戰舞台劇《美國天使-千禧年降臨》是一部200分鐘的大敘事詩，飾演性少數者普萊爾•沃爾特。採訪時俞承豪說他期待那些在這麼長時間裡凝固的東西，他不知道的東西在這樣的過程中會不會被打破，他表示他在選擇的時候不會以要給變化，這次要做這個的方式進行，積累了很多苦惱，突然覺得能解決什麼問題就會做。
出道25年的俞承豪回顧演技生活說「繼續從事演員這個職業當然也有努力的部分，但是比起咬緊牙關『要做演員』的想法，做自己該做的事情才變成這樣，因爲認真做今天交給我的事情所以時間好像過了這麼久…作爲演員每個人都有自己的野心，但俞承豪是不是也該照顧好自己呢？即使是爲了我也要安心地相愛著生活，這樣一來一年好像就過去了」，他說演戲是一種與許多人分享他的真誠和情感的方式，他正在努力達到這一點。
2025年，挑戰第二部舞台劇《刺殺凱撒》，起因於《美國天使》結束後俞承豪與一起合作的孫浩俊、劇場演員楊智媛等都保持著聯繫，俞承豪對舞台雖然恐懼有遺憾但也非常想念，最終主動聯繫楊智媛表達想要再認真嘗試一次的真心，楊智媛考慮後聯繫了屬意的作家，作家推薦了獲得多個獎項但沒有導過商業劇目的導演金正，在楊智媛與俞承豪都親自去觀看了導演的舞台劇後，合作啟動。

## 演出作品

### 電視劇／OTT
| 年份   | 電視台      | 劇名                    | 角色               | 備註     |
| ------ | ----------- | ----------------------- | ------------------ | -------- |
| 2000年 | MBC         | 《刺魚》                | 太雄               |          |
| 2003年 | MBC         | 《情書》                | 李有政 (童年)      |          |
| 2004年 | MBC         | 《紅豆麵包》            | 李先鶴 (童年)      |          |
| 2004年 | KBS         | 《致父親母親》          | 朴俊怡             | 配角     |
| 2004年 | KBS         | 《不滅的李舜臣》        | 李舜臣 (少年)      |          |
| 2005年 | MBC         | 《悲傷戀歌》            | 徐俊英 (少年)      |          |
| 2005年 | KBS         | 《魔法戰士米勒迦溫》    | 米勒               | 主演     |
| 2006年 | Tooniverse  | 《外星人之泉》          | 海龍               |          |
| 2007年 | SBS         | 《王與我》              | 成宗 (少年)        |          |
| 2007年 | MBC         | 《太王四神記》          | 高談德(少年)       |          |
| 2009年 | MBC         | 《善德女王》            | 金春秋             | 配角     |
| 2009年 | SBS         | 《原來是美男》          | 便利商店的客人     | 客串     |
| 2010年 | KBS         | 《學習之神》            | 黃柏賢             | 主演     |
| 2010年 | MBC         | 《欲望的火花》          | 金民宰             | 主演     |
| 2011年 | SBS         | 《武士白東修》          | 呂雲               | 主演     |
| 2012年 | TV朝鮮      | 《求婚大作戰》          | 姜柏豪             | 主演     |
| 2012年 | MBC         | 《阿娘使道傳》          | 玉皇大帝           | 特別出演 |
| 2012年 | MBC         | 《想你》                | 姜亨俊             | 主演     |
| 2015年 | MBC Every 1 | 《想像貓》              | 玄宗賢             | 主演     |
| 2015年 | SBS         | 《Remember-兒子的戰爭》 | 徐振宇             | 主演     |
| 2017年 | MBC         | 《君主－假面的主人》    | 李煊（天水／千秀） | 主演     |
| 2017年 | MBC         | 《不是機器人啊》        | 金敏奎             | 主演     |
| 2018年 | OCN         | 《Player》              | 警衛               | 特別出演 |
| 2018年 | SBS         | 《福秀回來了》          | 姜福秀             | 主演     |
| 2020年 | tvN         | 《Memorist》            | 東柏               | 主演     |
| 2021年 | KBS         | 《花開時想月》          | 南岭               | 主演     |
| 2023年 | Wavve       | 《交易》                | 李俊成             | 主演     |

### 電影
| 年份   | 電影                 | 角色           | 備註     |
| ------ | -------------------- | -------------- | -------- |
| 2002年 | 《》                 | 相宇           | 主演     |
| 2004年 | 《不要告诉爸爸》     | 金初元         |          |
| 2006年 | 《伴我走天涯》       | 伊燦           | 主演     |
| 2008年 | 《看得到首尔吗？》   | 吉秀           | 主演     |
| 2009年 | 《父山》             | 金宗哲         |          |
| 2009年 | 《第四课时推理领域》 | 韩政勋         | 主演     |
| 2009年 | 《原子小金剛》       | 原子小金剛     | 配音     |
| 2010年 | 《走出院子的母雞》   | 草綠           | 配音     |
| 2011年 | 《盲證》             | 朴基燮         | 主演     |
| 2012年 | 《記憶的碎片》       | 承浩           | 短片     |
| 2015年 | 《朝鮮魔術師》       | 煥熙           | 主演     |
| 2016年 | 《鳳伊 金先達》      | 金先達／金仁弘 | 主演     |
| 2022年 | 《極速快遞》         | 片尾照片出演   | 友情客串 |
| 2025年 | 《3天》              | 泰河           | 短篇電影 |

### MV
| 年份 | 演唱者            | 曲名                                     | 備註                   |
| ---- | ----------------- | ---------------------------------------- | ---------------------- |
| 2001 | 金章勳            | 《對不起》(미안해)                       | 與林秀晶、高珠妍       |
| 2002 | LYn               | 《愛裡感覺到疼嗎》(사랑에아파본적있나요) |                        |
| 2002 | Dragonfly         | 《爸爸與美利與我》OST-《照片》（사진）   | 與鄭鬥洪               |
| 2002 | Duke              | 《第二個願望》 (두번째 소원)             |                        |
| 2002 | Sonya             | 《眼淚出來》(눈물이 나)                  | 與柳時元               |
| 2005 | Tim               | 《谢谢你》(고마웠다고)                   | 與 李恩宙、Tim         |
| 2008 | Brown Eyes        | 《不要走 不要走》（가지마 가지마）       | 與李世娜               |
| 2008 | 蘇志燮            | 《孤獨的人生》（고독한 인생）            |                        |
| 2009 | 曹誠模            | 《她就拜託你了》（그녀를 잘 부탁합니다） | 與U-IE（After School） |
| 2009 | T-ara             | 《謊言》（거짓말）                       |                        |
| 2010 | 太妍 & The One    | 《像星星一樣》（별처럼）                 | 與朴恩斌               |
| 2010 | IU & 俞承豪       | 《Believe in Love》                      |                        |
| 2011 | 宋雅英            | 《我們可以做到》                         |                        |
| 2011 | 許閣 & LE（EXID） | 《每當響起那首歌》(그 노래를 틀 때마다） | 與正花（EXID）         |
| 2013 | 蘇志燮            | 《橡皮擦》（지우개）                     | 與朴信惠               |
| 2013 | 蘇志燮            | 《6時......運動場》（6시...운동장）      | 與朴信惠               |
| 2015 | Naul              | 《相同時間裡的你》（같은 시간 속의 너）  |                        |
| 2016 | Urban Zakapa      | 《我不再愛你》（널 사랑하지 않아）       |                        |
| 2018 | Rothy             | 《SULLAE》（술래）                       |                        |
| 2024 | DAY6              | 《Welcome to the Show》                  | 與崔熙真               |

### 旁白
| 年份   | 單位               | 企劃名稱                      | 備註       |
| ------ | ------------------ | ----------------------------- | ---------- |
| 2012年 | SBS                | TV 動物農場                   | 黑色啄木鳥 |
| 2013年 | KBS1               | 學習的人                      | 紀錄片     |
| 2015年 | 屋頂月光           | 稀有的時代(희한한 시대)       | 音樂專輯   |
| 2023年 | KBS1               | 藍色代碼(코드블루)            | 醫療紀錄片 |
| 2023年 | 聯合國軍初戰紀念館 | 體驗博覽會                    | 語音導覽   |
| 2025年 | 韓華生命保險       | 女性健康頻道(시그니처 테라피) | 冥想1-3集  |

### 話劇
| 年份   | 劇名                               | 角色         | 備註   |
| ------ | ---------------------------------- | ------------ | ------ |
| 2024年 | 《天使在美國》(엔젤스 인 아메리카) | Prior Walter | 第一部 |
| 2025年 | 《刺殺凱撒》(킬링시저)             | Brutus       | 現代劇 |

## 音樂作品
| 年份 | 合作歌手 | 專輯                              | 曲名                          | 備註 |
| ---- | -------- | --------------------------------- | ----------------------------- | ---- |
| 2010 | IU       | 《愛情的要求（사랑의 리퀘스트）》 | 〈相信愛情（사랑을 믿어요）〉 | 合唱 |
| 2025 | 俞承豪   | 電影《3天》(3일) OST              | 〈成為光(빛이 되어)〉         | 主唱 |

## 綜藝
| 播出日期      | 電視台          | 節目                         | 備註     |
| ------------- | --------------- | ---------------------------- | -------- |
| 2010年7月24日 | KBS1            | 2010希望之路大長征           |          |
| 2012年10月7日 | XTM             | Top Gear韓國版第三季         |          |
| 2022年12月29  | Discovery Korea | 潛跡                         | 分兩集   |
| 2023年9月28日 | SBS             | 環環相扣的老故事             |          |
| 2023年10月8日 | SBS             | Running Man                  |          |
| 2023年12月3日 | SBS             | Running Man                  | 分兩集   |
| 2025年4月19日 | JTBC            | 對決 彭俸彭俸(대결 팽봉팽봉) | 固定班底 |
| 2025年5月11日 | SBS             | Running Man                  |          |
| 2025年5月24日 | Netflix         | 主觀餐廳                     |          |

## 廣告
| 年份        | 企業名稱           | 產品           |
| ----------- | ------------------ | -------------- |
| 1999年      | KT                 | N016           |
| 1999年      | 好麗友             | 巧克力派       |
| 2000-2002年 | 熊津集團           | Think Big      |
| 2001年      | iBookland          | 兒童參觀圖書館 |
| 2002年      | SG Johnson         | 滅蚊噴霧劑     |
| 2002年      | 南陽乳業           | 愛因斯坦牛奶   |
| 2002年      | Yesin Persons      | 服裝           |
| 2002年      | CJ第一製糖         | 麵條           |
| 2002年      | 韓國麥當勞         | 369優惠菜單    |
| 2006年      | Willopump韓國      | Willow水泵     |
| 2009年      | 韓國養樂多         | 超級100        |
| 2009年      | LG U+              | OZ             |
| 2009年      | Crown餅乾          | 巧克力威化餅   |
| 2009年      | 三星物產時尚部門   | Beanpole       |
| 2009年      | Etude House        | 臉部保養品     |
| 2009-2010年 | MPK Group          | 披薩先生       |
| 2010年      | DAYOU WINIA GROUP  | 泡菜冰箱       |
| 2010年      | Raincom            | MP3電子詞典    |
| 2010年      | 韓國電影振興委員會 | 優秀下載者活動 |
| 2010-2012年 | adidas             | Neo標籤        |
| 2011年      | Kolon Industries   | Custom Mellow  |
| 2012年      | 泛泰               | Vega S5        |
| 2012年      | GUESS KOREA        | G BY GUESS     |
| 2013年      | U&B                | U&B 醫療器械   |
| 2015年      | 農心               | 洋芋片         |
| 2015年      | adidas             | MBC+首爾馬拉松 |
| 2015-2016年 | CJ第一製糖         | petitzel       |
| 2015-2016年 | 樂天集團           | 樂天百貨       |
| 2017年      | baskin robbins韓國 | 冰淇淋31 8桶   |
| 2017-2018年 | NH農協銀行         | NH農協卡       |
| 2025年      | 韓國麥當勞         | 快樂步行大使   |
| 2025年      | 樂天七星飲料       | Icis瓶裝水     |

## 獲獎經歷
| 年度   | 頒獎典禮                     | 獎項                            | 作品                                   | 結果 |
| ------ | ---------------------------- | ------------------------------- | -------------------------------------- | ---- |
| 2002年 | 大鐘獎                       | 新人男演員獎                    | 《有你真好》                           | 提名 |
| 2005年 | KBS演技大賞                  | 青少年演技獎                    | 《致父親母親》                         | 獲獎 |
| 2007年 | SBS演技大賞                  | 男童星獎                        | 《王與我》                             | 獲獎 |
| 2007年 | 大韓民國電影演技大賞         | 童星獎                          | 《伴我走天涯》                         | 獲獎 |
| 2008年 | 第2屆Mnet 20's Choice Awerds | 年輕男藝人大獎                  | 不適用                                 | 獲獎 |
| 2009年 | MBC演技大賞                  | 新人獎                          | 《善德女王》                           | 獲獎 |
| 2009年 | MBC電視台                    | 代理獎                          | 不適用                                 | 獲獎 |
| 2009年 | 第4屆安德烈金之星獎          | 最佳男明星獎                    | 不適用                                 | 獲獎 |
| 2010年 | 第46屆百想藝術大賞           | 電影部門男子新人演技賞          | 《第四課時推理領域》                   | 提名 |
| 2010年 | 第46屆百想藝術大賞           | 電視部門男子新人演技賞          | 《善德女王》                           | 提名 |
| 2010年 | KBS演技大賞                  | Best Couple賞（與朴芝妍）       | 《學習之神》                           | 提名 |
| 2010年 | KBS演技大賞                  | 男子網路人氣賞                  | 《學習之神》                           | 提名 |
| 2010年 | MBC演技大賞                  | 男子人氣賞                      | 《欲望的火花》                         | 提名 |
| 2012年 | 第48屆百想藝術大賞           | 電影部門男子人氣賞              | 《盲證》                               | 提名 |
| 2012年 | 第48屆百想藝術大賞           | 電視部門男子人氣賞              | 《武士白東修》                         | 提名 |
| 2013年 | 第49屆百想藝術大賞           | 電視部門男子人氣賞              | 《想你》                               | 提名 |
| 2016年 | 第52屆百想藝術大賞           | 電影部門男子人氣賞              | 《朝鮮魔術師》                         | 提名 |
| 2016年 | 第6屆韓國電視劇節            | 男子最優秀賞                    | 《Remember－兒子的戰爭》               | 提名 |
| 2016年 | SBS演技大賞                  | 體裁類電視劇部門 男子優秀演技賞 | 《Remember－兒子的戰爭》               | 獲獎 |
| 2016年 | SBS演技大賞                  | 韓流明星賞                      | 《Remember－兒子的戰爭》               | 提名 |
| 2017年 | MBC演技大賞                  | 大賞                            | 《君主－假面的主人》                   | 提名 |
| 2017年 | MBC演技大賞                  | 迷你劇部門 男子最優秀演技獎     | 《君主－假面的主人》                   | 獲獎 |
| 2017年 | MBC演技大賞                  | 男子人氣賞                      | 《君主－假面的主人》、《不是機器人啊》 | 提名 |
| 2018年 | 第54屆百想藝術大獎           | 男子人氣賞                      | 《君主－假面的主人》                   | 提名 |
| 2019年 | SBS演技大賞                  | 迷你劇部門 男子最優秀演技獎     | 《福秀回來了》                         | 提名 |
| 2022年 | KBS演技大賞                  | 男子網路人氣賞                  | 《花開時想月》                         | 提名 |
| 2024年 | 韓國第一品牌大獎             | OTT類最佳男演員                 | 《交易》                               | 獲獎 |

## 外部連結
- 俞承豪的Instagram帳戶
- 俞承豪在NAVER上的资料
- 俞承豪在韩国电影数据库（KMDb）上的資料（韓語）
- 俞承豪在互联网电影资料库（IMDb）上的資料（英文）